# 870-й лёгкий артиллерийский полк
870-й лёгкий артиллерийский полк — воинское подразделение Вооружённых Сил СССР в Великой Отечественной войне.

## История
Полк сформирован 28 августа 1942 года как 870-й истребительно-противотанковый артиллерийский полк на Сталинградском фронте.
В составе действующей армии с 28 августа 1942 года по 16 сентября 1944 года.
Принял участие в Сталинградской битве, находился северо-западнее Сталинграда, затем в контрнаступлении под Сталинградом, поддерживая части 203 стрелковой дивизии. В это же время включён в седьмую артиллерийскую дивизию, переименован в 525-й лёгкий артиллерийский полк, в феврале 1943 года сведён с другими подразделениями в 11 лёгкую артиллерийскую бригаду.
- О боевом пути полка смотри статью 17 пушечная бригада
- О боевом пути полка смотри статью седьмая артиллерийская дивизия

16 сентября 1944 года полк переформирован в 870-й пушечный артиллерийский полк
Необходимо иметь в виду, что в течение июля-августа (точнее с 29 июля 1942 года по 28 августа 1942 года) на Сталинградском фронте действовал 870-й истребительно-противотанковый полк переформированный из 870-го гаубичного артиллерийского полка. Эти подразделения не являются одним и тем же формированием полка, хотя не исключено, что личный состав первого формирования перешёл во второе формирование.

## Полное наименование
- 870-й лёгкий артиллерийский полк

## Подчинение
| Дата            | Фронт (округ)        | Армия                 | Корпус | Дивизия                    | Бригада                            | Примечания |
| --------------- | -------------------- | --------------------- | ------ | -------------------------- | ---------------------------------- | ---------- |
| 01.09.1942 года | Сталинградский фронт | -                     | -      | -                          | -                                  | -          |
| 01.10.1942 года | Донской фронт        | -                     | -      | -                          | -                                  | -          |
| 01.11.1942 года | Юго-Западный фронт   | 63-я армия            | -      | -                          | -                                  | -          |
| 01.12.1942 года | Юго-Западный фронт   | 1-я гвардейская армия | -      | 7-я артиллерийская дивизия | -                                  | -          |
| 01.01.1943 года | Юго-Западный фронт   | 1-я гвардейская армия | -      | 7-я артиллерийская дивизия | -                                  | -          |
| 01.02.1943 года | Юго-Западный фронт   | 3-я гвардейская армия | -      | 7-я артиллерийская дивизия | -                                  | -          |
| 01.03.1943 года | Юго-Западный фронт   | -                     | -      | 7-я артиллерийская дивизия | 11-я лёгкая артиллерийская бригада | -          |
| 01.04.1943 года | Юго-Западный фронт   | 1-я гвардейская армия | -      | 7-я артиллерийская дивизия | 11-я лёгкая артиллерийская бригада | -          |
| 01.05.1943 года | Юго-Западный фронт   | 1-я гвардейская армия | -      | 7-я артиллерийская дивизия | 11-я лёгкая артиллерийская бригада | -          |
| 01.06.1943 года | Юго-Западный фронт   | 1-я гвардейская армия | -      | 7-я артиллерийская дивизия | 11-я лёгкая артиллерийская бригада | -          |
| 01.07.1943 года | Юго-Западный фронт   | 1-я гвардейская армия | -      | 7-я артиллерийская дивизия | 11-я лёгкая артиллерийская бригада | -          |
| 01.08.1943 года | Юго-Западный фронт   | 1-я гвардейская армия | -      | 7-я артиллерийская дивизия | 11-я лёгкая артиллерийская бригада | -          |
| 01.09.1943 года | Юго-Западный фронт   | -                     | -      | 7-я артиллерийская дивизия | 11-я лёгкая артиллерийская бригада | -          |
| 01.10.1943 года | Юго-Западный фронт   | -                     | -      | 7-я артиллерийская дивизия | 11-я лёгкая артиллерийская бригада | -          |
| 01.11.1943 года | 4-й Украинский фронт | 3-я гвардейская армия | -      | 7-я артиллерийская дивизия | 11-я лёгкая артиллерийская бригада | -          |
| 01.12.1943 года | 4-й Украинский фронт | 3-я гвардейская армия | -      | 7-я артиллерийская дивизия | 11-я лёгкая артиллерийская бригада | -          |
| 01.01.1944 года | 4-й Украинский фронт | 3-я гвардейская армия | -      | 7-я артиллерийская дивизия | 11-я лёгкая артиллерийская бригада | -          |
| 01.02.1944 года | 4-й Украинский фронт | 3-я гвардейская армия | -      | 7-я артиллерийская дивизия | 11-я лёгкая артиллерийская бригада | -          |
| 01.03.1944 года | 3-й Украинский фронт | -                     | -      | 7-я артиллерийская дивизия | 11-я лёгкая артиллерийская бригада | -          |
| 01.04.1944 года | 3-й Украинский фронт | -                     | -      | 7-я артиллерийская дивизия | 11-я лёгкая артиллерийская бригада | -          |
| 01.05.1944 года | 3-й Украинский фронт | -                     | -      | 7-я артиллерийская дивизия | 11-я лёгкая артиллерийская бригада | -          |
| 01.06.1944 года | 3-й Украинский фронт | 5-я ударная армия     | -      | 7-я артиллерийская дивизия | 11-я лёгкая артиллерийская бригада | -          |
| 01.07.1944 года | Карельский фронт     | 7-я армия             | -      | 7-я артиллерийская дивизия | 11-я лёгкая артиллерийская бригада | -          |
| 01.08.1944 года | Карельский фронт     | 7-я армия             | -      | 7-я артиллерийская дивизия | 11-я лёгкая артиллерийская бригада | -          |
| 01.09.1944 года | 3-й Украинский фронт | -                     | -      | 7-я артиллерийская дивизия | 11-я лёгкая артиллерийская бригада | -          |

## Командиры
- Гвардии подполковник Смирнов Тимофей Дмитриевич (погиб 21.03.1945 г.)

## Воины полка
| Награда | Ф. И. О.                 | Должность                | Звание   | Дата награждения   | Примечания |
| ------- | ------------------------ | ------------------------ | -------- | ------------------ | ---------- |
|         | Хандриков, Лев Борисович | Радиотелеграфист батареи | ефрейтор | 24 марта 1945 года |            |